# Lažani
Lažani (makedonska: Лажани) är en ort i Nordmakedonien. Den ligger i kommunen Dolneni, i den centrala delen av landet, 60 kilometer söder om huvudstaden Skopje. Lažani ligger 614 meter över havet och antalet invånare är 1 954.